# Павловиці (Гливицький повіт)
Павловиці (пол. Pawłowice) — село в Польщі, у гміні Тошек Гливицького повіту Сілезького воєводства.
Населення — 76 осіб (2011).
У 1975—1998 роках село належало до Катовицького воєводства.

## Демографія
Демографічна структура станом на 31 березня 2011 року:
|          | Загалом | Допрацездатний вік | Працездатний вік | Постпрацездатний вік |
| -------- | ------- | ------------------ | ---------------- | -------------------- |
| Чоловіки | 44      | 7                  | 29               | 8                    |
| Жінки    | 32      | 0                  | 15               | 17                   |
| Разом    | 76      | 7                  | 44               | 25                   |